# Avocadosalat

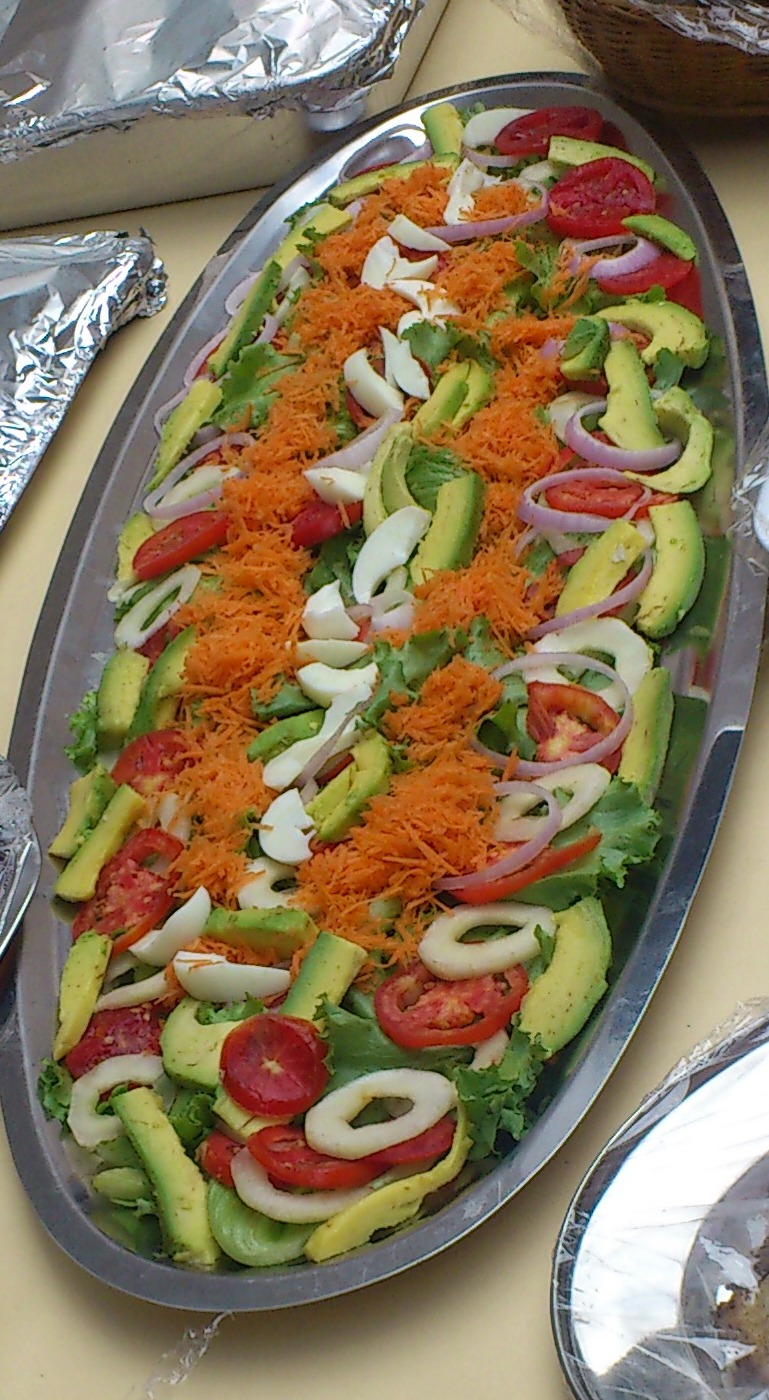
Salade d’avocat

Avocadosalat (franz. salade d’avocats) ist ein pikanter Obstsalat aus den Früchten des Avocado. Erste schriftliche Nachweise für Avocadosalate können Ende des 19. Jahrhunderts nachgewiesen werden, damals noch unter der englischen Bezeichnung „alligator pear salad“.

## Zubereitung
Für den Salat werden die Früchte halbiert, entkernt und geschält. Die geschälte, zerkleinerte Frucht wird sofort mit Zitrone beträufelt, um ein Braunwerden zu verhindern.
Es gibt unterschiedliche Zubereitungsarten, meist werden die Zutaten mit einer Vinaigrette gewürzt. Kleine Scheiben vom Fruchtfleisch mit Würfeln von Grapefruitfilets und Kakifrucht untermischen, würzen mit einer Marinade von Sherry-Essig, Sesamöl, fein gehackter Zitronenmelisse sowie Salz und weißem Pfeffer. Kalifornischer Avocadosalat ist ähnlich, zusätzlich noch Shrimps und Mayonnaise sowie etwas Gin oder Brandy untergemischt. Andere Avocadosalate werden beispielsweise mit Würfeln von Staudensellerie, Artischockenherzen und Tomaten gemischt und in die intakten Schalenhälften gefüllt, oder mit Gurkenstücken, Senfvinaigrette und Kräutern usw.